# Escuela Politécnica Superior de Ingeniería de Villanueva y Geltrú

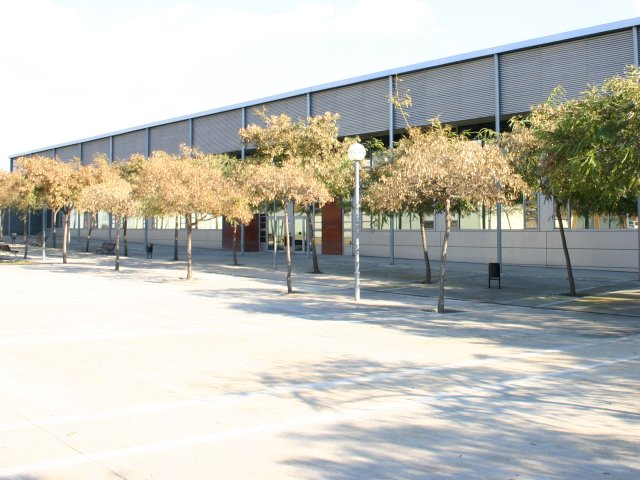
Edificio B (aulario) de la EPSEVG

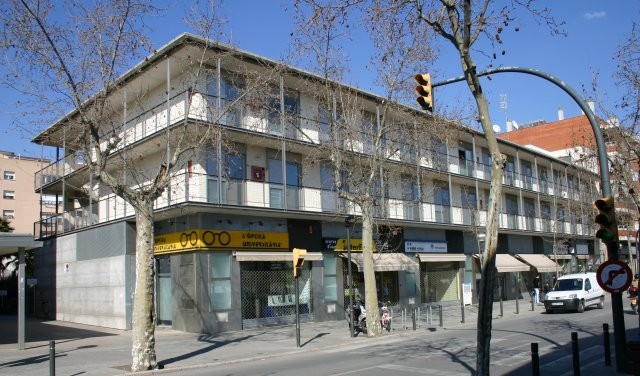
Edificio D (residencia) de la EPSEVG

La Escuela Politécnica Superior de Ingeniería de Villanueva y Geltrú (EPSEVG; en catalán: Escola Politècnica Superior d'Enginyeria de Vilanova i la Geltrú) está situada en Villanueva y Geltrú y forma parte de la Universidad Politécnica de Cataluña (UPC). 
Su origen se remonta en 1881, con la creación de su predecesora directa Escola d'Arts i Oficis, que evoluciona hasta fundarse en 1901 la Escuela Superior y Elemental de Industrias, con la implantación de estudios superiores técnicos de Peritaje y Maestría Industriales, la creación de una escuela técnica, de hecho, es fruto de la necesidad estrechamente ligada al crecimiento de la industria y el desarrollo económico y urbanístico propio de las sociedades del siglo XIX, que en Vilanova i la Geltrú viene acompañada de la llegada del ferrocarril, también en 1881, lo que abre la ciudad al resto del país.

## Cronología
- 1881-1901 Centro Teórico y Práctico de Artes y Oficios: Preparatorio + 4 cursos
- 1881 Fundación del Centro Teórico y Práctico de Artes y Oficios
  - Es la primera escuela técnica de Vilanova y la Geltrú, con sede en Can Lluch i Rafecas en la Rambla Principal, fruto de la necesidad estrechamente ligada al crecimiento de la industria y el desarrollo económico y urbanístico propio de las sociedades del siglo XIX, que en Vilanova i la Geltrú viene acompañada de la llegada del ferrocarril, también en 1881, lo que abrirá la ciudad al resto del país

- 1886 Víctor Balaguer hace promoción
  - Víctor Balaguer, como figura política influyente de la época, motivo determinante para que el centro pasara a ser la Escuela de Artes y Oficios, verdadero punto de partida de nuestra escuela.

- - El Diario de Villanueva y Geltrú, en su edición de 7 de noviembre de 1886, daba noticia del Real Decreto en virtud del cual se creaba una Escuela de Artes y Oficios en Vilanova y la Geltrú. El texto se complementaba con la transcripción del telegrama que dirigía Víctor Balaguer a las autoridades locales en calidad de diputado por el distrito y Ministro de Ultramar

- 1890 Fundación de la Escuela de Artes e Industrias
  - Traslado a las Escuelas Ventosa de la Plaza de la Villa, con unos 300 alumnos matriculados anualmente

- 1901-1907 Escuela Superior de Industrias: 6 cursos
- 1907-1926 Escuela Industrial: Preparatorio + 4 cursos
- 1926-1930 Escuela Elemental
- 1930-1945 Centro de Formación Profesional
- 1945-1958 Escuela Industrial
- 1958-1967 Escuela Técnica de Peritos Industriales
- 1967-1972 Escuela de Ingeniería Técnica Industrial
- 1972-1983 Escuela Universitaria de Ingeniería Técnica Industrial. Integración en la Universidad Politécnica de Cataluña
- 1983 Escuela Universitaria Politécnica de Villanueva y Geltrú
- 2003 Escuela Politécnica Superior de Ingeniería de Villanueva y Geltrú

## Titulaciones
- Estudios adaptados al Espacio Europeo de Educación Superior (EEES):

Ámbito TIC:
- Grado en Ingeniería Informática

Ámbito Industrial:
- Grado en Ingeniería de Diseño Industrial y Desarrollo de Producto
- Grado en Ingeniería Mecánica
- Grado en Ingeniería Electrónica Industrial y Automática
- Grado en Ingeniería Eléctrica y Sistemas Ferroviarios
- Grado en Ingeniería Eléctrica – En extinción

Ámbito de Ciencias Aplicadas:
- Grado en Ciencias y Tecnologías del Mar

Másters Universitarios Oficiales:
- Máster Universitario en Estudios Avanzados en Diseño-Barcelona (MBDesign)
- Máster Universitario en Ingeniería de Sistemas Automáticos y Electrónica Industrial (MUESAEI)

Másters de Formación Permanente:
- Máster en Sistemas Ferroviarios y Tracción Eléctrica

## Departamentos
- 701 Arquitectura de Computadores
- 702 Ciencia e Ingeniería de Materiales
- 707 Ingeniería, Sistemas, Automática e Informática Industrial
- 709 Ingeniería Eléctrica
- 710 Ingeniería Electrónica
- 712 Ingeniería Mecánica
- 713 Ingeniería Química
- 717 Ingeniería Gráfica y de Diseño
- 723 Ciencias de la Computación
- 729 Mecánica de Fluidos
- 732 Organización de Empresas
- 737 Resistencia de Materiales y Estructuras en la Ingeniería
- 739 Teoría de Señales y Comunicaciones
- 744 Ingeniería Telemática
- 748 Departamento de Física
- 749 Departamento de Matemáticas
- 756 Departamento de Teoría e Historia de la Arquitectura y Técnicas de Comunicación